# Need for Speed: Underground 2
Need For Speed: Underground 2 é um jogo eletrônico de corrida de 2004 desenvolvido pela EA Black Box e publicado pela Electronic Arts. É a oitava edição da série Need for Speed e a sequência direta de Need for Speed: Underground. Foi desenvolvido para Microsoft Windows, GameCube, PlayStation 2 e Xbox. As versões para Game Boy Advance e Nintendo DS foram desenvolvidas pela Pocketeers, e uma versão para PSP, intitulada Need for Speed: Underground Rivals, foi desenvolvido pela Team Fusion. Outra versão para celulares também foi desenvolvida.
Assim como seu antecessor, também obteve sucesso comercial, quebrando recordes de vendas no Reino Unido.
O jogo traz novos recursos em relação ao anterior, com alguns elementos de mundo aberto, com destaque para uma cidade virtual para percorrer livremente em busca das corridas e lojas, Modo de Exploração (Free Roam). Além disso, há mais veículos (29), opções de tuning, novos modos de corrida e a adição de alterações climáticas.
A versão para Nintendo DS apresenta um novo recurso no qual o jogador pode criar decalques personalizados para adornar qualquer veículo no jogo. Em 2005 foi lançado uma sequência chamada por Need for Speed: Most Wanted.

## História
A história começa quando o protagonista conduz um Nissan Skyline GTR R-34 modificado azul, o mesmo que fora usado para derrotar Eddie em Need for Speed: Underground.
Uma noite, depois de uma corrida, ele recebe um telefonema de um homem que lhe oferece um lugar em sua banda. O jogador concorda. Quando ele dirige para o ponto de encontro, Samantha o chama dizendo que o assunto é quente e que as pessoas querem ver sua estrela e que ele chega em breve. Quando o protagonista chega ao ponto de encontro, um Hummer H2 acende os faróis para cegar o jogador e ele pressiona o pedal do freio completamente, mas ele colide e quebra seu carro. Mais tarde, um homem com uma tatuagem em sua mão (que depois disso, em um fórum revela-se que o cara que estava dentro do SUV é um cara chamado Caleb Kane que naquele momento é o líder supremo de uma organização oculta de corridas de rua chamada Imperial League que reúne os melhores pilotos do mundo, incluindo o próprio jogador), abaixa a janela do Hummer H2 e chama a dizer que ele teve que cuidar de um "problema". Caleb, que depois de ter causado o acidente, assume toda Bayview (uma cidade perto de Rockport) (Need for Speed: Most Wanted).
Seis meses depois do que aconteceu, o jogador voa para Bayview para derrotar Caleb e recuperar a cidade. No avião, ele encontra uma nota de Samantha (a "instrutora" de NFSU) e as chaves do carro da amiga Rachel Teller (Brooke Burke). Ao pousar, o jogador encontra o Nissan 350Z verde de Rachel.
Então Rachel instrui o jogador e pede-lhe para levar seu carro para a concessionária. De qualquer forma o jogador também pode fazer algumas três corridas opcionais (dois circuitos e um sprint. A segunda corrida de circuito está escondida em um beco) que há no começo.
Em seguida, entre no revendedor e selecione um carro. Depois de comprar um carro, o GPS se auto-localizará para a garagem de Rachel. Após uma cinemática, aparecem corridas, uma de cada jogabilidade, que mostra tutoriais para superá-las. Ao completar todas as corridas, a área de Beacon Hill é desbloqueada. Uma mensagem de Rachel irá informá-lo.
Quando você entra em qualquer corrida depois de desbloquear essa área e ganhar, vários patrocinadores mostrarão suas ofertas de contrato. Você precisará fazer 3 corridas de patrocinadores, 3 corridas de URL (5 em Heigths, 7 em Coal Harbour East e 9 em Coal Harbour West) e completar mais inúmeras corridas, tudo isso para desbloquear toda BayView e ganhar recompensas para vencer Caleb. Tudo isso é repetido até a última área do mapa. A corrida final contra Caleb ocorre no circuito "BayView International" com 5 voltas. Na corrida final, Caleb usa um Pontiac GTO preto.

## Tipos de corridas

Nissan 350Z prestes a ultrapassar um Infiniti G35 em um circuito

### Retornantes
- Drift: Derrapadas que te dão pontos. O jogo adiciona drifts quando desces montanhas, fazes curvas, nos quais tens de fazer mais pontos que os outros adversários.
- Drag: Corrida de arrancada, a marcha do teu carro é manual, obrigatoriamente.
- Circuit: Corrida em circuito, com certo número de voltas, dependendo da extensão da pista.
- Sprint: Corrida de um ponto da cidade para o outro ponto da cidade.

### Novas
- Outrun: Rachas no meio da cidade, após convidares o teu oponente. chega o mais longe que conseguires.
- Street X: Corridas com outros a 90 oponentes em circuitos curtos, similares aos do Drift. O objetivo é aplicares técnicas de curva e derrapagem.
- Underground Racing League (URL): Corridas em circuitos fechados fora da cidade, seguindo a vitoria.

## Carros disponíveis
Uma estrela branca indica modelos disponíveis apenas na versão americana. Uma estrela preta indica modelos disponíveis apenas nas versões europeia e japonesa. Em número de 31, são estes:
- Acura RSX ☆
- Audi A3
- Audi TT
- Cadillac Escalade
- Ford Focus
- Ford Mustang GT
- Honda Civic☆
- Hummer H2
- Hyundai Tiburon GT V6 (Hyundai Coupé na versão japonesa)
- Infiniti G35 (Nissan Skyline na versão japonesa)
- Lexus IS 300 (Toyota Altezza na versão japonesa)
- Lincoln Navigator
- Mazda Miata MX-5 (Mazda Roadster na versão japonesa)
- Mazda RX-7
- Mazda RX-8
- Mitsubishi 3000GT
- Mitsubishi Eclipse GSX
- Mitsubishi Lancer Evolution VIII
- Nissan 240SX
- Nissan 350Z (Nissan Fairlady Z na versão japonesa)
- Nissan Sentra SE-R Spec-V
- Nissan Skyline GT-R
- Peugeot 106 ★
- Peugeot 206
- Pontiac GTO
- Subaru Impreza WRX
- Toyota Celica
- Toyota Corolla (Toyota Trueno na versão japonesa)
- Toyota Supra
- Vauxhall/Opel Corsa 1.8 ★
- Volkswagen Golf GTI

## Lista de músicas
- Snoop Dogg feat. The Doors - Riders On The Storm (Fredwreck Remix)
- Capone - I Need Speed
- Chingy - I Do
- Sly Boogy - That'z My Name
- Xzibit - LAX
- Terror Squad - Lean Back
- Fluke - Switch/Twitch
- Christopher Lawrence - Rush Hour
- Felix da Housecat - Rocket Ride (Soulwax Remix)
- Sin - Hard EBM
- FREELAND -  Mind Killer (Jagz Kooner Remix)
- Paul Van Dyk - Nothing But You (Cirrus Remix)
- Sonic Animation - E-Ville
- Killing Joke - The Death & Resurrection Show
- Rise Against - Give it All
- Killradio - Scavenger
- The Bronx - Notice of Eviction
- Ministry - No W
- Queens of the Stone Age - In My Head
- Mudvayne - Determined
- Septembre - I am Weightless
- Helmet - Crashing Foreign Cars
- Cirrus - Back on a Mission
- Spiderbait - Black Betty
- Skindred - Nobody
- Snapcase - Skeptic
- Unwritten Law - The Celebration Song

## Veículos utilitários esportivos (SUV)
Carros de corrida utilitários com alto nível de aderência (handling no jogo) devido ao seu peso. A desvantagem é que são muito pesados, tem pouca aerodinâmica e são um pouco lentos. Por ser um dos primeiros carros a serem desbloqueados, iniciantes tendem a pegar SUVs (principalmente a Escalade) por impulso. É recomendado pegá-las apenas depois de se liberar todos os carros, menos o Skyline. A única vantagem das SUV's é o estilo: pode montar o seu porta-malas dos sonhos com todo o espaço. Quanto as SUV Races, são corridas exclusivas para SUV's.

## Recepção
Need for Speed: Underground 2 recebeu críticas positivas. A GameRankings e o Metacritic deram uma pontuação de 86% para a versão Mobile; 83,50% e 82 em 100 para a versão PC, 82,61% e 83 em 100 para a versão Xbox 80,77% e 82 em 100 para a versão de PlayStation 2 79,98% e 77 em 100 para a versão GameCube 76,44% e 74 em 100 para a versão PSP 69,45% e 72 em 100 para a versão Game Boy Advance e 65,44% e 65 de 100 para a versão DS
O jogo foi amplamente considerado como um dos melhores jogos da série e é lembrado pela qualidade da jogabilidade, a duração, a personalização sem fim, as interessantes missões secundárias, os gráficos e a adição de "Free Roam". No entanto, alguns de seus elementos também foram criticados, como ter que dirigir quantidades excessivas para chegar a corridas específicas, dublagem suave e forte posicionamento de produtos para empresas sem conexão com o automobilismo, como integrar o logotipo da Cingular, uma empresa americana de comunicações sem fio, entra no sistema de mensagens do jogo e exibe na tela boa parte do jogo. A versão GameCube também foi criticada por sua taxa de quadros instável e gráficos inferiores, a gíria do hip-hop usada pelos personagens (como chamar o dinheiro de "banco"), as cenas em estilo de quadrinhos e a falta de polícia também receberam críticas.
A Voxel deu uma avaliação positiva de 79/100 e apesar de chamar a história de fraca ela não compromete a diversão do game A IGN deu 9,1 e diz que é "uma enorme reforma, melhorando em todos os aspectos da versão do ano passado[ jogo antecessor] através da construção de um impressionante nível de profundidade em todas as facetas do jogo."

## Vendas
De acordo com o site Techtudo o jogo (somando todas as plataformas) vendeu 11 milhões de cópias.

### Dinamômetro/Regulagens

Quatro modelos do carro Nissan 350Z, cada um personalizado de uma forma diferente